# Рудольф Франціус
Рудольф Франціус (нім. Rudolf Franzius; 5 червня 1911, Гамбург — 5 жовтня 1965, Штутгарт) — німецький офіцер-підводник, корветтен-капітан крігсмаріне.

## Біографія
1 квітня 1932 року вступив на флот. З лютого 1939 року — командир 6-ї роти морського артилерійського дивізіону. З вересня 1939 року — 2-й артилерійський і вахтовий офіцер на легкому крейсері «Карлсруе». З квітня 1940 року — 3-й артилерійський офіцер на лінкорі «Гнайзенау». В липні-грудні 1940 року пройшов курси підводника і командира підводного човна. З 19 грудня 1940 по 21 жовтня 1941 року — командир підводного човна U-145, на якому здійснив 3 походи (разом 55 днів у морі), 22 листопада 1941 по 29 березня 1943 року — U-438, на якому здійснив 3 походи (разом 127 днів у морі). В квітні-вересні 1943 року перебував на лікуванні. З вересня 1943 року — офіцер з набору кадрів у приймальному відділі інспекції освіти ВМС. З червня 1944 року служив в штабі 24-ї флотилії. В січні-березні 1945 року — командир 18-ї флотилії. З березня 1945 року — навчальний керівник в 25-й флотилії. В травні 1945 року взятий в полон. 2 серпня 1945 року звільнений.
Всього за час бойових дій потопив 3 кораблі загальною водотоннажністю 12 045 тонн і пошкодив 1 корабель водотоннажністю 5496 тонн.
| Дата             | Назва корабля            | Тип               | Тоннаж | Вантаж                                                                | Екіпаж | Загинули | Країна             | Конвой  |
| ---------------- | ------------------------ | ----------------- | ------ | --------------------------------------------------------------------- | ------ | -------- | ------------------ | ------- |
| 10 серпня 1942   | Condylis                 | Торговий пароплав | 4,439  | 6924 тонни зерна і вантажівки                                         | 35     | 9        | Королівство Греція | SC-94   |
| 10 серпня 1942   | Oregon                   | Торговий пароплав | 6,008  | 8107 тонн генеральних вантажів, включаючи продукти харчування і сталь | 41     | 2        | Британська імперія | SC-94   |
| 25 серпня 1942   | Trolla                   | Торговий пароплав | 1,598  | Баласт                                                                | 22     | 6        | Норвегія           | ONS-122 |
| 2 листопада 1942 | Hartington (пошкоджений) | Торговий пароплав | 5,496  | 8000 тонн пшениці і 6 танків на палубі                                | 48     | 24       | Британська імперія | SC-107  |

## Звання
- Кандидат в офіцери (1 квітня 1932)
- Морський кадет (4 листопада 1932)
- Фенріх-цур-зее (1 січня 1934)
- Оберфенріх-цур-зее (1 вересня 1935)
- Лейтенант-цур-зее (1 січня 1936)
- Оберлейтенант-цур-зее (1 жовтня 1937)
- Капітан-лейтенант (1 листопада 1939)
- Корветтен-капітан (1 жовтня 1944)

## Нагороди
- Медаль «За вислугу років у Вермахті» 4-го класу (4 роки)
- Залізний хрест
  - 2-го класу (12 квітня 1940)
  - 1-го класу (5 вересня 1942)
- Нагрудний знак підводника (30 липня 1941)
- Нагрудний знак флоту (12 січня 1943)